# Batalla de Loma del Gato
La Batalla de Loma del Gato fue un enfrentamiento militar ocurrido el 5 de julio de 1896, en el Oriente de Cuba, durante la Guerra Necesaria (1895-1898).

## Contexto histórico
Ni la Guerra de los Diez Años (1868-1878), ni la Guerra Chiquita (1879-1880) habían conseguido la independencia de Cuba, por lo cual se hacía necesario una nueva guerra para este propósito, de ahí el nombre de esta tercera guerra, dado por José Martí.
El Mayor general cubano José Maceo, hermano menor del también Mayor general Antonio Maceo, había participado en las dos guerras anteriores y se unió a est tercera guerra, sin pensarlo dos veces.
En el verano de 1896, las tropas al mando del General José se hallaban en el Oriente de la isla, en las cercanías de la ciudad de Santiago de Cuba, su región de nacimiento y de operaciones militares.
La noche del 4 de julio, las tropas cubanas acamparon en el poblado de "La Isabelita" y en la mañana del día 5 marcharon atravesando la línea férrea de La Maya, a unos 200 metros del poblado.

## La batalla
Cuando llegaban al sitio conocido como "El Espartillo" se sintió el fuego de las avanzadas desde las alturas Sangre de Toro y Camarones.
El General José subió a "El Espartillo" y desde allí ordenó al Coronel Luis Bonne que, con el Regimiento Prado, marchara en dirección a "La Jagüita"; al Coronel Agustín Cebreco, hacia la "Loma del Gato", al Brigadier Pedro Agustín Pérez, cubrir la posición de "El Mamón", y al Brigadier Matías Vega Alemán, que apoyara a las fuerzas de Cebreco.
Unos quince minutos más tarde envió al Coronel Luis Aranda hacia "La Jagüita", para que el Coronel Bonne atacara al enemigo, y ordenó al Teniente Coronel Francisco Sánchez Hechavarría que con su guerrilla volante, "Maceo", se adelantara hacia "Loma del Gato" por el camino más corto y apoyara a las fuerzas de Cebreco, que ya combatían.
Transcurridos unos 20 minutos, José se impacientó porque no sentía el fuego en la dirección en que debía estar atacando Sánchez Hechavarría y decidió marchar con su escolta y ayudantes al encuentro del enemigo, que ya combatía con las fuerzas de Cebreco.

### Muerte del General Maceo

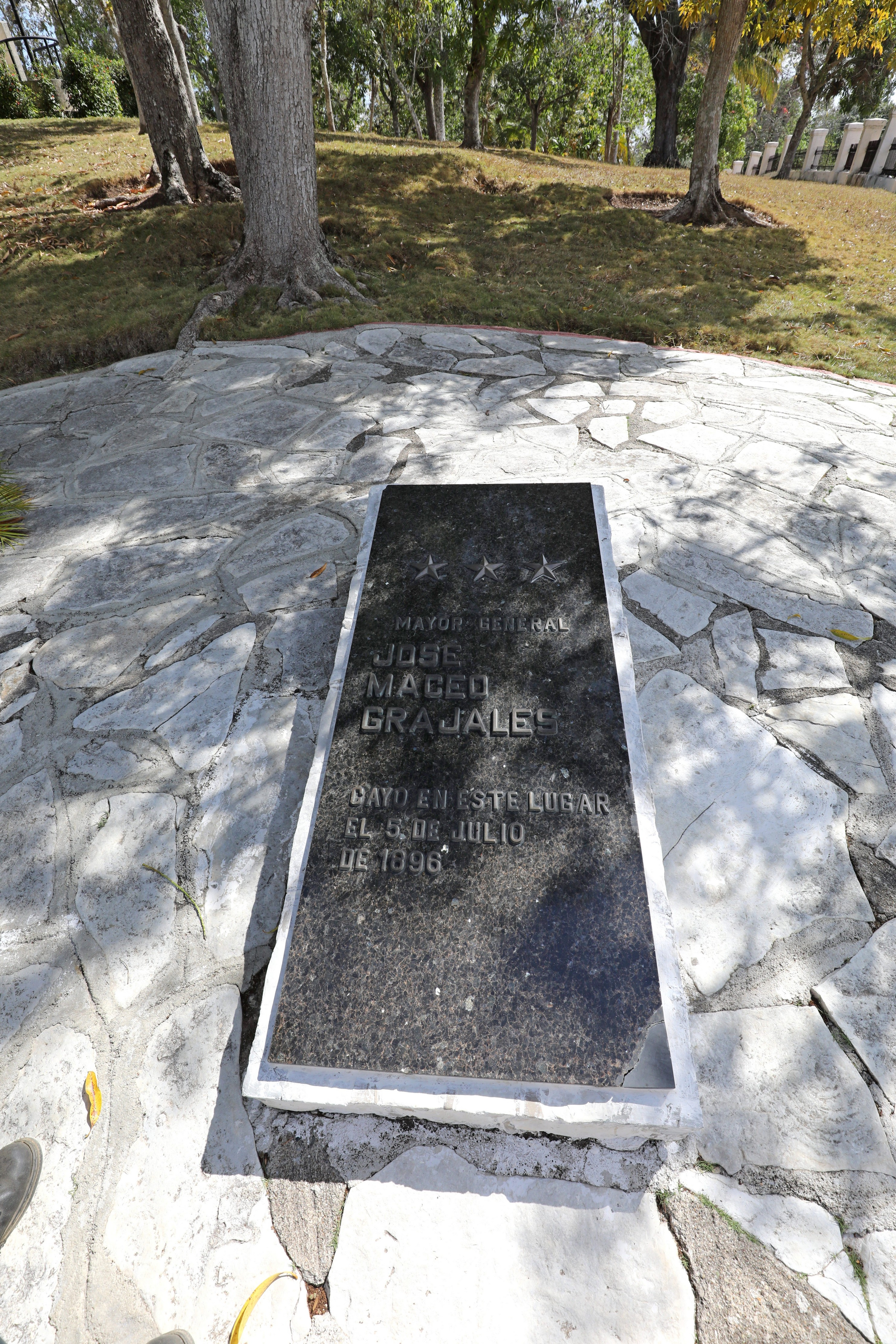
Loma del Gato, monumento nacional de Cuba, provincia Santiago de Cuba Lugar donde cayó José Maceo Grajales.

Al llegar a "Loma del Gato", el General José Maceo dispuso personalmente la ubicación de las fuerzas que le acompañaban y se lanzó al combate.
Pocos minutos después, el General José a caballo se ubicó demasiado cerca del fuego enemigo. Fue herido de muerte de un balazo en la cabeza y se desplomó del caballo.
Su ayudante, el Teniente Salvador Durruty, intentó levantarlo del suelo, recibiendo un balazo en la ingle. El médico cubano Porfirio Valiente extrajo el proyectil al General José. Momentos después, el general murió en brazos de sus compañeros.
Los cubanos sufrieron otras 15 bajas en el transcurso de la batalla, que terminó en derrota para estos, habiendo perdido a un importante general.